# Jožef Klekl (mlajši)
Jožef Klekl ali Mlajši Jožef Klekl (madž. Klekl József), slovenski pisatelj, novinar, rimskokatoliški duhovnik. * Krajna, 3. marec 1879; † Dolenci, 24. september 1936. Bil je bratranec starejšega Jožefa Klekla.

## Življenje
Družina Klekl je bila nemškega rodu. Njegov oče je bil Andraž Klekl, mati je bila Ana Lülik. Andraž je bil brat Štefana Klekla, ki je bil oče Jožefa Klekla Starejšega.
Sveto mašniško posvečenje je prejel 27. junija 1902. Kaplanoval je pri Svetem Juriju (1902–1906), v Rohunacu na Gradiščanskem (1906–1907), v Turnišču (1907–1910) in v Murski Soboti (1910–1911). Od leta 1911 je župnikoval v Dolencih.
V letih 1906–1919 je bil urednik Kalendarja najszvetlejsa Szrca Jezusovoga, od leta 1918 do leta 1919 je pri Novinah nadomeščal obolelega urednika, svojega bratranca Jožefa Klekla Starejšega. Objavljal je prispevke nabožne, zgodovinske in gospodarske vsebine, nekrologe, leposlovne črtice, narodopisno gradivo ipd.
Leta 2011 so mu doprsni kip postavili pri cerkvi.

## Dela
- Pozdrávleno bodi nájplemenitese Oltárszko szvesztvo. Szombathely, Egyházmegyei nyomda
- Miszli na novo leto. ML 2 (1906) 1, 27-18
- Návuk za meszec február. ML 2 (1906) 1, 47-50
- Návuk za meszec marcius. ML 2 (1906) 3, 69-73
- Návuk za meszec május. ML 2 (1906) 5, 137-143
- Návuk za meszec junius. ML 2 (1906) 6, 168-173
- Návuk za meszec julius. ML 2 (1906) 7, 194-195
- Návuk za meszec augusztus. ML 2 (1906) 8, 245-247
- Návuk za meszec szeptember. ML 2 (1906) 9, 257-262
- Návuk za meszec oktober. ML 2 (1906) 10, 289-291
- Návuk za meszec november. ML 2 (1906) 11, 322-326
- Návuk za meszec december. ML 2 (1906) 12, 355-361
- Szmilenje. ML 2 (1906) 11, 339
- Szv. Joanna Franciska Santalszka. ML 2 (1906) 8, 225-228
- Szv. Terezija. ML 2 (1906) 10, 299-301
- Szvetek peterih ran szv. Franciska. ML 2 (1906) 9, 274-276
- Szveti András apostol. ML 2 (1906) 11, 337-338 1907
- Cena psenice. KSJ 1907, 116-118
- Cslovik zakrpane kozse. KSJ 1907, 95
- Csüdi oblecsi. KSJ 1907, 92
- Domacse delo. KSJ 1907, 85-87
- Drüzsbena poszojilnica. KSJ 1907, 82-85
- Gáspár Ferenc. KSJ 1907, 81
- Gorécsi oltar. KSJ 1907, 115
- Gorécsi strki. KSJ 1907, 118
- Goszpodársztvo pr szvinjah. KSJ 1907, 59-64
- Imanje. KSJ 1907, 100-102
- Ká je novoga? KSJ 1907, 123-128
- Ka sze za piszalo plácsa pri noitariusi? KSJ 1907, 112-115
- Kak sztojijo vértje na Vogrszkom? KSJ 1907, 49-50
- Kastiga. KSJ 1907, 103
- Kelko szkadi cslovik 50 let? KSJ 1907,56
- Knige. KSJ 1907, 91-92
- Kral pa bogatin. KSJ 1907, 87
- Lübeznoszt brata i szesztre. KSJ 1907, 43-44
- Ludje velke mocsi. KSJ 1907, 64
- Mati dobroga tanácsa. KSJ 1907, 42-43
- Na dugo pot. KSJ 1907, 99-100
- Na sztáre dni. KSJ 1907, 88-90
- Najvekse zidine szveta. KSJ 1907, 94
- Navuk ta meszec január. ML 3 (1907) 1, 9-10
- Navuk za meszec február. ML 3 (1907) 2, 53-56
- Navuk za meszec március. ML 3 (1907) 3, 78-82
- Navuk za meszec april. ML 3 (1907) 4, 104-110
- Nekaj od vina. KSJ 1907, 56-58
- Od polszki delavcov. KSJ 1907, 76-77
- Oszramoten zasámehovalec. KSJ 1907, 93
- Petelincsek, macsek i liszica. KSJ 1907, 105-106
- Reditel kalendáriuma pa vrág. KSJ 1907, 75
- Szergej i njegov goszpod. KSJ 1907, 128
- Szkoposzt. KSJ 1907, 122
- Szv. Stevan, kral vogrszki. KSJ 1907, 77-80
- Szvéti Anton Padovanszki. KSJ 1907, 45-48
- Tanácsi pri vérsztvi. KSJ 1907, 95-98
- Ti szi Peter! KSJ 1907, 69-71
- Trzstvo nase z vünszkimi dezsélam. KSJ 1907, 119-121
- Umetnica z nogov málajocsa. KSJ 1907, 103
- Uszodna pogodba. KSJ 1907, 93
- Vinszki potok. KSJ 1907, 118
- Vganite. KSJ 1907, 111
- Zelko Balazs i Ficzko Miklos. KSJ 1907, 48-49
- Zemljegibanje na taljanszkom i vu Ameriki. KSJ 1907, 106-110
- Znoriti sze dáte. KSJ 1907, 104
- Zsena – vu misolovki. KSJ 1907, 118
- Zsidovje vu Palesztini. KSJ 1907, 122 1908
- Branite ftice! KSJ 1908, 74-78
- Delavci, steri plácse ne proszijo. KSJ 1908, 69-74
- Dugi Franc. KSJ 1908, 79-80
- Dva bozsicsa. KSJ 1908, 102-105
- Fabula za odrasene. KSJ 1908, 80-81
- Hránite ftice! KSJ 1908, 78
- Ka je novoga? KSJ 1908, 113-124
- Kak nam ide? KSJ 1908, 57-59
- Kak te sparali? KSJ 1908, 64-65
- Kokojscina. KSJ 1908, 81-84
- Kratke zgodovine. KSJ 1908, 110-112
- Najmensi ljudi szveta. KSJ 1908, 54
- Nasa bauta. KSJ 1908, 67-69
- Nasa kassza. KSJ 1908, 65-66
- Nasa zemlja. KSJ 1908, 52-53
- Od zemlje, Szunca i zvezd. KSJ 1908, 55-57
- Pitanje – Odgovor. KSJ 1908, 107-110
- Pobozsne miszli. KSJ 1908, 37-42
- Pri Bogi je pomocs. KSJ 1908, 35-36
- Ratkovits Vendel. KSJ 1908, 87-88
- Sparajte! KSJ 1908, 62-64
- Srce Bozse, tvoj scsem biti. KSJ 1908, 30
- Steri je kváren bio? KSJ 1908, 50-51
- Sztarce postüj! KSJ 1908, 46-47
- Szvetniki – Zavetniki (patron) kmetov. KSJ 1908, 44-46
- Vsze na szvetlo pride. KSJ 1908, 101-102
- Zsivlenje poleg vere. KSJ 1908, 105-107 1909
- Alkohol – csemer. KSJ 1909, 74-76
- Blagoszlovlena dela. KSJ 1909, 42-46
- Branite ftice! KSJ 1909, 65-69
- Duzsnoszti okol betezsnika. KSJ 1909, 46-50
- Iz koj de zsganica? KSJ 1909, 73-74
- Iz zgodovine szlovencov. KSJ 1909, 56-64
- Ka je novoga? KSJ 1909, 110-118
- Ka mo polagali zsivini na zimo? KSJ 1909, 122-125
- Kelko de nas zimszka krma kostala? KSJ 1909, 125-126
- Krscsanszki zgledi. KSJ 1909, 34-42
- Nasa kasza. KSJ 1909, 78-81
- Od dohana. KSJ 1909, 69-70
- Od skapulera. KSJ 1909, 119-122
- Pecsenka. KSJ 1909, 76-77
- Petrica Kerempuh. KSJ 1909, 81-105
- Popolno pozsalüvanje. KSJ 1909, 50-52
- Szenja Spolarove zsene. KSJ 1909, 70-71
- Szlednja pot. KSJ 1909, 53-55
- Szlovenci v Maria-Zelli. KSJ 1909, 105-109
- Vganke. KSJ 1909, 126-127
- Zmesanica. KSJ 1909, 127-128 1910
- Bog pomaga. KSJ 1910, 98
- Jasz verjem. KSJ 1910, 33-36
- Ka da mocs vu boji zsivljenja? KSJ 1910, 83-84
- Ka je novoga? KSJ 1910, 110-118
- Krszt. KSJ 1910, 43-48
- Kak sze gnoji drevji? KSJ 1910, 87-88
- Liszica, kokot, szenica i macsek. KSJ 1910, 105-107
- Lourdes. KSJ 1910, 40-42
- Nas fiskalis. KSJ 1910, 99-103
- Nase grede. KSJ 1910, 79-82
- Nemi baratje. KSJ 1910, 72-75
- Nerodovitnoszt szadovenoga drevja. KSJ 1910, 86-87
- Poszvet Marijin. KSJ 1910, 52-54
- Precsiscavanje. KSJ 1910, 65-71
- Prigovori. KSJ 1910, 97
- Prva pomocs pri neszrecsi. KSJ 1910, 84-86
- Rozse szvetoga Ferenca. KSJ 1910, 63-64
- Szkrovnoszt dobroga zdravja. KSJ 1910, 103-105
- Sztarisje i deca. KSJ 1910, 76-77
- Szv. Orsola i tivarisice njene. KSJ 1910, 36-39
- Törniscse. KSJ 1910, 57-63
- Tri zsele. KSJ 1910, 82-83
- Zadovolnoszt. KSJ 1910, 64-65
- Zdravilne rasztline. KSJ 1910, 71-72
- Zelena krma v jeszen, rano na szprotoletje. KSJ 1910, 88-89
- Zmesanica. KSJ 1910, 90-96 1911
- Jezusova moka i szmrt. KSJ 1911, 37-58
- Ka je novoga? KSJ 1911, 108-114
- Po szneho pridejo. KSJ 1911, 87-96
- Pravda. KSJ 1911, 73-75
- Sostarszki ceh v Törniscsi. KSJ 1911, 67-73
- Szledjen szod. KSJ 1911, 59-65
- Szneho pripelajo k hisi. KSJ 1911, 96-98
- Szveti Jozsef, pomocsnik vmirajocsih. KSJ 1911, 65-66
- Szveti miszijon v Cerencsovcih. ML 7 (1911) 12, 379-383
- Vganke. KSJ 1911, 80-81
- Vogledi idejo. KSJ 1911, 82-85
- Zmesanica. KSJ 1911, 78-80
- Zvacsinsztvo. KSJ 1911, 85-86 1912
- Glasz reditela. KSJ 1912, 106
- Hváleno preszvéto Szrce Jezusovo. KSJ 1912, 33-47
- Ka je novoga? KSJ 1912, 107-114
- Na sterom hatari lezsi Törniska cerkev? KSJ 1912, 55-71
- Nedelszki Vrh. KSJ 1912, 81-83
- Od Agneske. KSJ 1912, 74-81
- Od vüzma do riszalov. KSJ 1912, 36-47
- Piszmo v Ameriko. KSJ 1912, 83-85
- Pravda od desetine. KSJ 1912, 71-74
- Zemlja. KSJ 1912, 97-99
- Zgodovina materecerkvi. KSJ 1912, 47-55
- Zvezdoznanstvo. KSJ 1912, 95-97 1913
- Foszforova kiszilina. KSJ 1913, 55
- Gojenje mladezni. KSJ 1913, 37-43
- Hüdobija sze pokastiga. KSJ 1913, 47-55. (Po nemškom kj.)
- Malo dete mir prineszlo. KSJ 1913, 64-66
- Novi krcsmar. KSJ 1913, 79-81
- Povrnenje dva zablodjeniva dühovnika. ML 9 (1913) 3, 78-80
- Rejeni i stalni gnoj. KSJ 1913, 63-64
- Szo jo dela. KSJ 1913, 95-96
- Sztüdenec pozablenja. KSJ 1913, 68-69
- Veszelje. KSJ 1913, 44
- Vremen i proroküvanje. KSJ 1913, 103-104
- Zmesz. KSJ 1913, 110-116 1914
- Dolence. KSJ 1914, 36-40 1919
- Prekmurski Slovenci. KSJ 1919, 50-54 1924
- Kak boš se oponašo? KSJ 1924,
- Törnišče. KSJ 1924, 18-20 1925
- Svadba v Slov. krajini. KSJ 1925, 51-54 1927
- Naše domače reči iz starih časov. KSJ 1927, 26-30 1928
- Ka se je zgodilo? KSJ 1928, 100-102
- 25 let našega kalendara. KSJ 1928, 20-24
- Stare navade i šatringe. KSJ 1928, 47-49 1929
- Boljše gospodariti. KSJ 1929, 36-37
- Bosman, perec i dari. KSJ 1929, 52
- Glavo je v turbi meo. KSJ 1929, 57-59
- Gospodarstvo. KSJ 1929, 33-34
- Kaj se je zgodilo? KSJ 1929, 73-78
- Neposredne dače. KSJ 1929, 19-22
- Odkritosrčnost. KSJ 1929, 96-97
- Ona pa tej. KSJ 1929, 59-60
- Poniznost. KSJ 1929, 94-95
- Post. KSJ 1929, 33
- Potoki, vesnice. KSJ 1929, 38-40
- Prva motorna brizgalna v Prekmurji. KSJ 1929, 61-63
- Semen so lüpali. KSJ 1929, 54-56
- Stare navade. KSJ 1929, 46-51
- Strankarstvo. KSJ 1929, 65-67
- Sveto pismo. KSJ 1929, 22
- Zdrava bojdi Marija. KSJ 1929, 52-53
- Zdravje. KSJ 1929, 35
- Zglednola se je… KSJ 1929, 44-46
- Živali, rastline v lüdskoj govorici. KSJ 1929, 40-44 1930
- Naš dialekt (narečje). Zgodbice. Prigovori. KSJ 1930, 37-53
- Peta: Ne mori! KSJ 1930, 34-36 /Narodne pesmi. Zbral in objavil/. KSJ 1930, 61-79 1931
- Šmarnica. KSJ 1931, 87-88
- Ka je pravica? KSJ 1931, 52-53
- Nazaj k starim navadam! KSJ 1931, 77-78
- Ne mori! KSJ 1931, 50-52
- Laž komunistov. KSJ 1931, 76-77 1932
- Jeli doma ostanemo, ali pa po sveti mo šli? KSJ 1932, 42-44
- Lübezen do domovine in cerkvi. KSJ 1932, 37-39
- Nova moda. KSJ 1932, 39
- Sedemstoletnica blažene smrti svete Elizabete. ML 28 (1932) 1, 2-11. (Po… kj.)
- Šparajte. KSJ 1932, 41-42